# Júlio Prestes
Júlio Prestes de Albuquerque (Itapetininga, 15 marzo 1882 – San Paolo, 9 febbraio 1946) è stato un avvocato e politico brasiliano.

## Biografia
Fu eletto Presidente del Brasile il 1º marzo 1930 ma non entrò mai in carica (la data ufficiale era il 15 novembre 1930) a causa di un colpo di Stato.
Esponente del Partito repubblicano paulista, Prestes fu governatore dello Stato di San Paolo, e fu eletto presidente del Brasile con l'appoggio del presidente uscente Washington Luís Pereira de Sousa contro Getúlio Vargas candidato dell'Alleanza Nazionale Liberale (ANL), espressione dei progressisti del Minas Gerais, Paraíba e Rio Grande do Sul. Proclamato presidente eletto il 1º marzo 1930, non assunse mai il potere perché in seguito all'assassinio di João Pessoa (candidato vicepresidente dell'ANL) il 26 luglio, Vargas scatenò un golpe che rovesciò Pereira de Sousa (24 ottobre) e affidò il governo ad una Giunta Governativa militare.
Gli è stata intitolata una stazione ferroviaria di San Paolo, la Stazione Júlio Prestes.